# 炸猪排酱

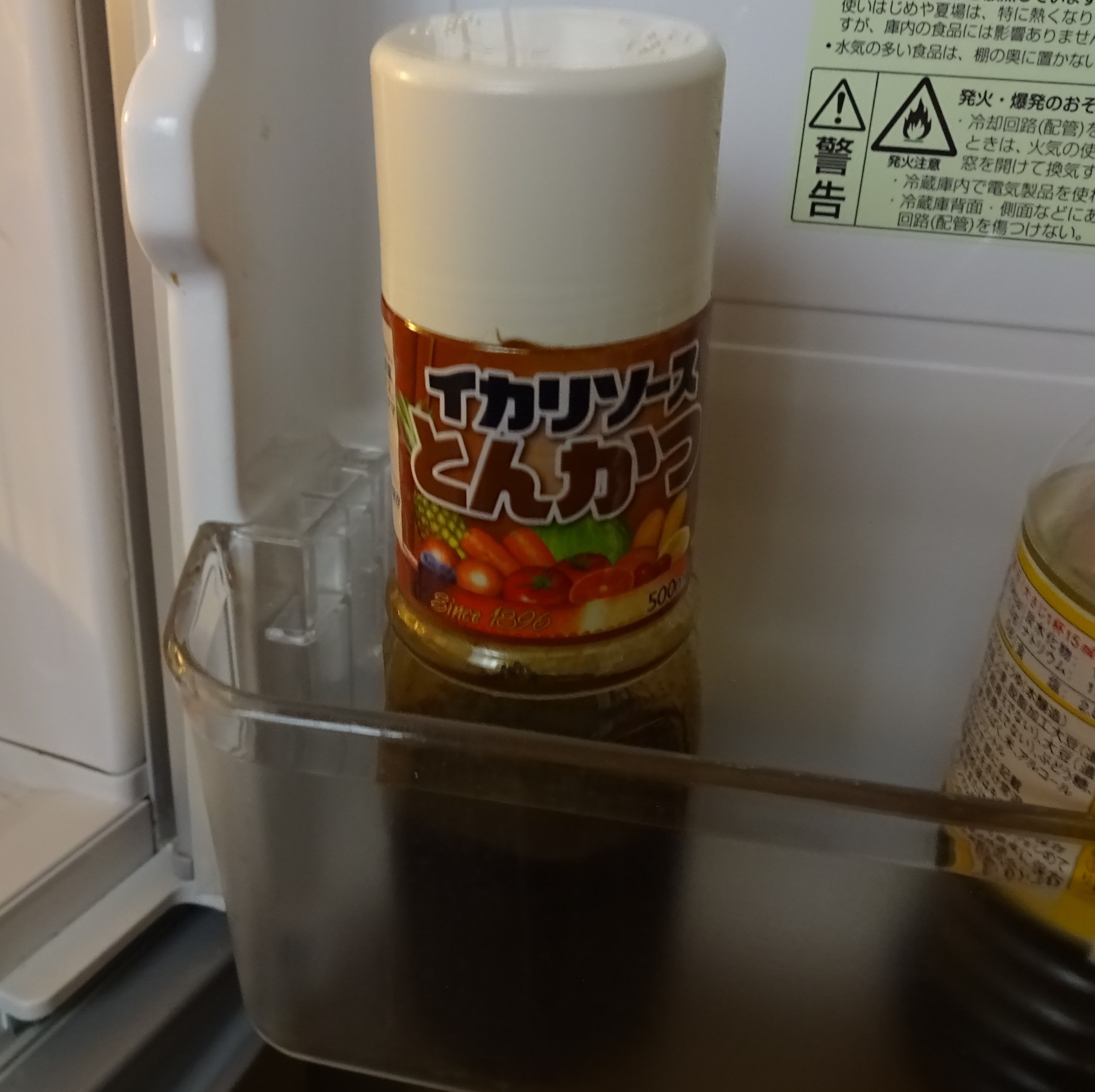
一瓶炸豬排醬

炸猪排酱是一种日式料理醬汁，一般人們在食用吉列豬排時要搭配炸猪排酱。炸猪排酱的酱汁稠厚（按日本農林規格规定，其黏度应高于2.0帕秒），所以可以看成是辣醬油的日式版。炸猪排酱与不列颠群岛的调料粽酱类似。人們在製作炸猪排酱時會加入魚露、番茄、李子乾、椰棗、苹果、柠檬汁、胡萝卜、洋蔥以及旱芹。1948年，兵库县的一家酱汁株式会社首次推出了炸猪排酱。